# Cecilia Mujica
Cecilia Mujica (apelido, "conhecida como "O Mártir da Liberdade""; falecida em 1813) é uma heroína venezuelana conhecida pelo seu apoio à independência do país e pelo seu trabalho com as forças independentes. Nascida em San Felipe del Rey, Venezuela, era filha de Martín de Mújica, vítima do terremoto de 1812. Depois de ser emitido um decreto para a morte de Simon Bolívar em 1813, ela foi executada por fuzilamento durante a Guerra da Independência da Venezuela pelas forças espanholas em Los Zunzunes, Yaracuy.